# Adriana Janacópulos
Adriana Janacópulos (Petrópolis, 1897 – Rio de Janeiro, 1978) foi uma escultora brasileira do século XX. Iniciou a sua carreira em Paris, tornando-se uma participante frequente dos Salões dos anos 20, sendo reconhecida pela sociedade parisiense por produzir retratos, porém, quando retornou ao Brasil em 1932, consagrou-se como artista renomada, através de suas esculturas que se popularizaram entre os inovadores cariocas da época.

## Biografia
Adriana Janacópulos nasceu em Petrópolis, em 1897. De ascendência grega, sobrinha do político Pandiá Calógeras. Após a morte da mãe, Adriana é levada para Paris com a irmã Vera, que se tornaria uma cantora lírica.
Em Paris, Janacópulos estudou escultura com Laporte-Blairzy, Raoul Larche e Antoine Bourdelle. Estabeleceu-se no bairro de Montparnasse, reduto boêmio da cidade. Casou-se com o escultor russo, Alexandre Wolkowyski, com quem teve duas filhas.
Quando a Primeira Guerra Mundial estourou, as irmãs Janacópulos se mudaram para a Bélgica e depois para Genebra, na Suíça. Após o fim da guerra, voltou a Paris, exibindo suas obras em diversos salões artísticos, como o Salão de Outono, do qual foi sócia, e o das Tulherias. Conviveu com os artistas brasileiros do modernismo, como Anita Malfatti, Victor Brecheret e Di Cavalcanti, participando da Exposição de Arte Latino-Americana de 1924.
Janacópulos divorciou-se de Wolkowyski em 1926. Continuo expondo em Paris, até voltar ao Brasil em 1932. Com o apoio do tio Calógeras e da Associação dos Artistas Brasileiros, Janacópulos exibiu sua primeira e única mostra individual no Brasil, no Palace Hotel do Rio de Janeiro. A exposição foi frequentada por artistas e políticos.
Ela passou a receber encomendas de particulares e órgãos governamentais. Esculpiu o túmulo do poeta Felipe d'Oliveira em 1933 e em 1935 fez três monumentos em homenagem aos mortos da Revolução Constitucionalista de 1932 para as faculdades de direito, medicina e engenharia da Universidade de São Paulo.
Em 1938 Janacópulos recebeu a encomenda do Ministério da Educação e Saúde, chefiado por  Gustavo Capanema para esculpir uma obra para o novo escritório do órgão. Ela entregou a escultura Mulher, ou Mulher Sentada. Participou da primeira Bienal de São Paulo, em 1951.
Após a morte de Vera Janacópulos, em 1955, Adriana homenageou sua irmã com um busto, inaugurado em 1958 na Praça Paris. Com o fim da Era Vargas, a artista retomou a fazer pequenas esculturas, isolando-se completamente do meio artístico e público, logo foi esquecida, tornando-se uma mera e rara lembrança.

## Obra
A obra de Adriana Janacópulos é descrita como moderna, ligada à figuração e à prática tradicional do métier, considerada harmoniosa e calma, com um rigor estrutural, pela síntese formal e expressiva. Vale ressaltar que a artista desenvolveu suas esculturas arraigadas em crenças. "Linhas retas. Planos simples. Ser uma escultura, no momento, o que foi para os egípcios e para os gregos: dentro, fora, absolutamente arquitetura (...) fugir do naturismo. Arte é a recriação da vida".
De acordo com Janacópulos, a escultura deve ser arquitetura "Os egípcios diziam que uma verdadeira escultura deveria poder rolar alto de uma montanha até em baixo sem se quebrar.' Quer dizer ser um todo, um bloco, algo estático além de plástico".
Possuindo uma formação acadêmica inicial, seguiu outros rumos: fugindo do abastardamento das formas e do alegórico. Durante à vida, obteve contato com Antoine Bourdelle, mas recusava a submeter-se a gestos exagerados, incluindo qualquer acessório atrativo aos olhos curiosos, também, negava-se aceitar linguagens experimentais da vanguarda, não queria ser colocada entre os "primitivos de uma nova arte da escultura". Permitia-se apenas dar expansão a sua sensibilidade dentro de um único campo, que considerava à verdadeira arte da escultura.

## Morte
Janacópulos morreu por volta de 1978, no bairro carioca de Botafogo.